# استیو بولد
استیو بولد (به انگلیسی: Steve Bould) بازیکن فوتبال زادهٔ ۱۶ نوامبر ۱۹۶۲ اهل انگلستان که سابقهٔ بازی در تیم ملی فوتبال انگلستان را در کارنامهٔ خود دارد. وی در تاریخ ۱۷ مه ۱۹۹۴ نخستین بازی ملی خود را در مقابل تیم ملی فوتبال یونان انجام داد و با حضور در ۲ بازی ملی، در تاریخ ۲۲ مه ۱۹۹۴ واپسین بازی ملی‌اش را در برابر تیم ملی فوتبال نروژ برگزار کرد.